# 체육관의 살인
《체육관의 살인》(일본어: 体育館の殺人)은 아오사키 유고의 2012년작 장편 추리소설로, '우라조메 덴마 시리즈'의 첫 작품이자 작가의 데뷔작이다. 본격 미스터리와 라이트 노벨을 결합한 작풍이 특징이며 2012년 제22회 아유카와 데쓰야 상을 수상했다.

## 줄거리
수업을 마친 체육관에서 방송부의 부장이 누군가에게 살해당한다. 밖에는 장대비가 쏟아지고, 현장인 무대 옆은 밀실 상태. 경찰은 사건 당시 현장에 혼자 있던 여자 탁구부장을 유력한 용의자로 지목한다. 사체 발견 당시 현장에 있던 탁구부원 유노는 모든 혐의를 뒤집어쓴 부장을 구출해내기 위해 학교 최고의 천재 우라조메 덴마에게 사건의 진상 규명을 부탁한다. 왜인지 몰라도 교내에서 숙식을 해결하는 구제불능 만화광에게.

## 목차
프롤로그 / 제1장은 사건과 함께 시작한다 / 제2장에서 탐정이 등장한다 / 제3장에서 용의자 범위 압축에 힘쓴다 / 제4장의 끝에 모든 힌트가 나온다 / 제5장은 해결 편이다 / 에필로그 _ 무대 뒤

## 등장인물

### 가제가오카 고등학교
- 하카마다 유노
- 우라조메 덴마
- 노미나미 사나에
- 사키사카 가오리
- 가지와라 가즈야
- 산조 마나미
- 시가 게이스케
- 마쓰에 쓰바키
- 마사키 아키히로
- 야쓰하시 지즈루
- 히비야 유키코
- 시이나 료타로
- 아사지마 도모키
- 모리나가 유코
- 쓰다누마 간지
- 마키타 지나쓰
- 아키즈키 미호
- 스가모 고헤이
- 하리미야 리에코
- 사오토메 야스히토
- 마스무라 신타로

### 경찰 관계자
- 센도
- 하카마다 유사쿠
- 시라토
- 쓰치야